# Olivier Rochon
Olivier Rochon (ur. 30 lipca 1989 w Bukareszcie) – kanadyjski narciarz dowolny, specjalizujący się w skokach akrobatycznych. W zawodach Pucharu Świata zadebiutował 27 stycznia 2008 roku w Mont Gabriel, zajmując 19. miejsce w skokach. Tym samym już w swoim debiucie zdobył pierwsze pucharowe punkty. Na podium zawodów pucharowych po raz pierwszy stanął 15 stycznia 2012 roku w tej samej miejscowości, zajmując drugie miejsce. W zawodach tych rozdzielił Rosjanina Pawła Krotowa i Naoyę Tabarę z Japonii. Najlepsze wyniki osiągnął w sezonie 2011/2012, kiedy to zajął trzecie miejsce w klasyfikacji generalnej, a w klasyfikacji skoków akrobatycznych wywalczył Małą Kryształową Kulę. W 2015 roku wystartował na mistrzostwach świata w Kreischbergu, gdzie zajął 17. miejsce. W 2018 roku wystąpił na igrzyskach olimpijskich w Pjongczangu, zajmując piątą lokatę.

## Osiągnięcia

### Igrzyska olimpijskie
| Miejsce | Dzień     | Rok  | Miejscowość | Konkurencja        | Zwycięzca           |
| ------- | --------- | ---- | ----------- | ------------------ | ------------------- |
| 5.      | 18 lutego | 2018 | Pjongczang  | Skoki akrobatyczne | Ołeksandr Abramenko |

### Mistrzostwa świata
| Miejsce | Dzień       | Rok  | Miejscowość | Konkurencja        | Zwycięzca  |
| ------- | ----------- | ---- | ----------- | ------------------ | ---------- |
| DNS     | 7 marca     | 2013 | Voss        | Skoki akrobatyczne | Qi Guangpu |
| 17.     | 15 stycznia | 2015 | Kreischberg | Skoki akrobatyczne | Qi Guangpu |

### Puchar Świata

#### Miejsca w klasyfikacji generalnej
- sezon 2007/2008: 138.
- sezon 2008/2009: 53.
- sezon 2009/2010: 31.
- sezon 2011/2012: 3.
- sezon 2012/2013: 48.
- sezon 2014/2015: 29.
- sezon 2015/2016: 61.
- sezon 2016/2017: 67.
- sezon 2017/2018: 40.

#### Miejsca na podium w zawodach
1. Mont Gabriel – 15 stycznia 2012 (skoki) – 2. miejsce
2. Calgary – 29 stycznia 2012 (skoki) – 1. miejsce
3. Deer Valley – 3 lutego 2012 (skoki) – 3. miejsce
4. Beidahu – 11 lutego 2012 (skoki) – 3. miejsce
5. Moskwa – 10 marca 2012 (skoki) – 3. miejsce
6. Changchun – 5 stycznia 2013 (skoki) – 3. miejsce
7. Deer Valley – 4 lutego 2016 (skoki) – 2. miejsce
8. Lake Placid – 19 stycznia 2018 (skoki) – 3. miejsce

- W sumie (1 zwycięstwo, 2 drugie i 5 trzecich miejsc).